# Best of the Rest
Best of the Rest (1982) è una raccolta del gruppo musicale Southern rock Lynyrd Skynyrd.

## Il Disco
Si tratta di una raccolta che prende in considerazione brani al tempo di scarsa reperibilità su altre antologie, la maggior parte dei quali incisi in studio, e soltanto due dal vivo.
La peculiarità principale di questa compilation risiede nell'includere I've Been Your Fool e Gotta Go, che costituiscono il primo singolo pubblicato con la denominazione Lynyrd Skynyrd nel 1971, e a lungo rimasto inedito, perché mai inserito completamente su album ufficiali o antologie retrospettive del complesso: soltanto il primo pezzo fu ripubblicato nel 1997, all'interno della raccolta Old Time Greats.
Per quanto riguarda le altre tracce, esse sono tratte rispettivamente dagli album Nuthin' Fancy (I'm a Country Boy), Gimme Back My Bullets (Double Trouble) e Street Survivors (I Never Dreamed, composta come coautore dallo sfortunato chitarrista Steve Gaines).
Occorre menzionare inoltre la cover di Call Me the Breeze, scritta dal celebre cantautore statunitense J.J. Cale, inclusa originariamente su Second Helping, e trasformata dalla band in uno dei vertici della propria carriera; Workin' for MCA e il rifacimento di T for Texas, celebre classico di Jimmie Rodgers, sono entrambe sia registrate dal vivo quanto estrapolate da One More from the Road, primo album live ufficiale del gruppo.

## Tracce

### Lato A
1. I've Been Your Fool – 3:49 (Allen Collins, Gary Rossington, Ronnie Van Zant) – (1971)
2. Gotta Go – 4:25 (Collins, Rossington, Van Zant) – (1971)
3. I'm a Country Boy – 4:24 (Collins, Van Zant) – (1975)
4. Double Trouble – 2:48 (Collins, Van Zant) – (1976)
5. Workin' for MCA (Live) – 4:38 (Ed King, Van Zant) – (1976)

### Lato B
1. Call Me the Breeze – 5:23 (J.J. Cale) – (1974)
2. I Never Dreamed – 5:21 (Van Zant, Steve Gaines) – (1977)
3. T for Texas (Live) – 8:26 (Jimmie Rodgers) – (1976)

## Formazione

### Gruppo
- Ronnie Van Zant - voce
- Allen Collins  - chitarra
- Gary Rossington  - chitarra
- Ed King - chitarra (tracce 3 e 6)
- Steve Gaines - chitarra (tracce 5, 7 e 8)
- Billy Powell - tastiere
- Leon Wilkeson - basso
- Bob Burns - batteria (tracce 1, 2 e 6)
- Artimus Pyle - batteria, percussioni (tracce 3-5, 7 e 8)

### Ospiti
- The Honkettes (JoJo Billingsley, Cassie Gaines, Leslie Hawkins) - cori (tracce 4, 5 e 8)

## Produzione
- George Osaki – direzione artistica
- Leon Tsilis – compilazione
- Steve Hall – masterizzazione
- Al Kooper - produzione (tracce 3 e 6),
- Jimmy R. Johnson - produzione (tracce 1 e 2),
- Tim Smith - produzione (tracce 1 e 2),
- Tom Dowd - produzione (tracce 4, 5 e 8)
- Masterizzato agli MCA Whitney Recording Studios[5].